# 1707 Chantal
1707 Chantal је астероид главног астероидног појаса са средњом удаљеношћу од Сунца која износи 2,219 астрономских јединица (АЈ).
Апсолутна магнитуда астероида је 12,54.